# Astragalus monticola
Astragalus monticola är en ärtväxtart som beskrevs av Rodolfo Amando Philippi. Astragalus monticola ingår i släktet vedlar, och familjen ärtväxter. Inga underarter finns listade i Catalogue of Life.